# Шкодра (област)
Област Шкодра (на албански: Qarku i Shkodrës) е административно-териториална област в Албания, разположена в северозападната част на страната, с площ от 3562 км2. Съставена е от 5 общини – Вау-Деяс, Голема Малесия, Пука, Фуша-Аръз и Шкодра. Числеността на населението според преброяването през 2011 г. е 215 347 души. Административен център е град Шкодра.